# Los paraísos artificiales
Los paraísos artificiales es el nombre con el que se conocen una serie de ensayos de Charles Baudelaire publicados por separado en dos fechas distintas. La primera parte, con el título "Sobre el Ideal artificial, el Haschish", aparecería en la Revue contemporaine el  30 de septiembre de 1858. Posteriormente este artículo se convertirá en el "Poema del haschisch". En él Baudelaire narra su experiencia con el hachís. La segunda parte aparecería en la misma revista el 15 y el 30 de septiembre de 1860 bajo el título: "Encantamientos y torturas de un comedor de opio", pasando luego a ser "Un comedor de opio". Esta segunda parte trata de la recreación de los libros de De Quincey Confesiones de un comedor de opio y Suspiria de profundis.
La expresión tuvo éxito, y las palabras "paraísos artificiales" designan en la actualidad toda droga (en particular las alucinógenas como la mescalina o el LSD) consumida con el objeto de estimular la creatividad poética y la invención de imágenes inéditas. Estas experiencias con las drogas (que pueden llegar a la dependencia o la intoxicación, como Thomas de Quincey) y, de una manera más general, un camino que comporta riesgos importantes para la estabilidad mental, se integra en la concepción decadentista de los llamados poetas malditos.
La obra se divide en dos partes: Un comedor de opio y El poema del hachís.

## Citas
"La sensatez nos dice que las cosas de la Tierra bien poco existen, y que la verdadera realidad sólo está en los sueños."
"La mujer es el ser que proyecta la mayor sombra o la mayor luz en nuestros sueños; vive de una vida distinta a la suya propia; vive espiritualmente en las imaginaciones que atormenta y que fecunda."
- Datos: Q2249082